# 香取神社
香取神社（かとりじんじゃ）は、｢香取」を社名に持ち経津主神を祭神とする神社。
関東地方を中心として全国に約400社あり、千葉県香取市の香取神宮を総本社とする。多くは香取神宮から勧請して創建され、神宮と同じ経津主神を祀っている。
おもに利根川・江戸川沿いを中心に分布する。南の荒川沿いには氷川神社、それらに挟まれる元荒川沿いには久伊豆神社が分布し、その分布圏は境界を侵すことなく分かれていることが西角井正慶により指摘されている。香取神社の分布圏は10世紀以降に開拓された、元は低湿地だった土地である。

## 主な香取神社

### 北海道・東北地方
- 鹿島香取神社 （北海道千歳市本町）
- 香取神社 （青森県青森市大矢沢）
- 香取神社 （青森県弘前市富栄）
- 鹿島香取神社 （宮城県仙台市青葉区青葉町） - 鹿島神社
- 香取伊豆乃御子神社 （宮城県石巻市折浜）
- 香取神社 （宮城県角田市尾山）
- 香取神社 （秋田県にかほ市両前寺）
- 香取神社 （福島県須賀川市堀込）
- 香取神社 （福島県南会津郡南会津町宮沢）

### 関東地方

#### 茨城県
- 鹿島香取神社 （茨城県水戸市青柳町）
- 鹿島香取神社 （茨城県水戸市小泉町）
- 香取神社 （茨城県水戸市小吹町）
- 香取神社 （茨城県坂東市沓掛） - 沓掛香取神社
- 香取神社 （茨城県石岡市東大橋）
- 香取神社 （茨城県桜川市亀岡）
- 香取神社 （茨城県行方市若海）
- 香取神社 （茨城県行方市四鹿）
- 香取神社 （茨城県行方市藤井）
- 香取神社 （茨城県潮来市水原）

#### 栃木県
- 鹿島香取神社 （栃木県栃木市鍋山町）

#### 埼玉県
- 香取神社 （埼玉県さいたま市岩槻区大谷）
- 香取神社 （埼玉県さいたま市岩槻区大森）
- 香取神社 （埼玉県さいたま市岩槻区大口）
- 香取神社 （埼玉県羽生市藤井）
- 香取神社 （埼玉県春日部市木崎）
- 香取神社 （埼玉県春日部市大枝）
- 香取神社 （埼玉県春日部市大畑）
- 香取神社 （埼玉県春日部市薄谷）
- 香取神社 （埼玉県春日部市藤塚）
- 香取神社 （埼玉県春日部市下柳）
- 香取神社 （埼玉県春日部市西金野井）
- 香取神社 （埼玉県春日部市米島）
- 香取神社 （埼玉県春日部市大場）
- 香取神社 （埼玉県春日部市大沼）
- 香取神社 （埼玉県越谷市大沢） - 越谷香取神社、大沢香取神社
- 香取神社 （埼玉県久喜市外野）
- 香取神社 （埼玉県久喜市上川崎）
- 香取神社 （埼玉県久喜市栗橋北）
- 香取神社 （埼玉県久喜市南栗橋）
- 香取神社 （埼玉県久喜市中里）
- 香取神社 （埼玉県久喜市新井）
- 香取神社 （埼玉県久喜市高柳）
- 香取神社 （埼玉県三郷市戸ヶ崎） - 戸ヶ崎香取神社
- 香取神社 （埼玉県三郷市彦沢）
- 香取神社 （埼玉県三郷市上口）
- 香取神社 （埼玉県三郷市三郷）
- 香取神社 （埼玉県三郷市花和田）
- 香取神社 （埼玉県三郷市高州） - 高須香取神社
- 香取神社 （埼玉県幸手市下川崎）
- 香取神社 （埼玉県幸手市中）
- 香取神社 （埼玉県幸手市中川崎）
- 香取神社 （埼玉県幸手市下吉羽）
- 香取神社 （埼玉県幸手市上吉羽）
- 香取神社 （埼玉県幸手市平須賀）
- 香取神社 （埼玉県幸手市加藤）
- 境香取神社 （埼玉県猿島郡境町宮本町）
- 伏木香取神社 （埼玉県猿島郡境町伏木）
- 香取神社 （埼玉県北葛飾郡松伏町築比地782）
- 香取神社 （埼玉県北葛飾郡松伏町築比地2254）
- 香取神社 （埼玉県北葛飾郡松伏町田島）
- 香取神社 （埼玉県北葛飾郡松伏町魚沼）

#### 千葉県
- 香取神宮 （千葉県香取市香取） - 総本社
- 香取神社 （千葉県野田市三ツ堀）
- 香取神社 （千葉県柏市大井）
- 香取神社 （千葉県柏市花野井）
- 香取神社 （千葉県柏市藤ケ谷）
- 香取神社 （千葉県柏市松ケ崎） - 松ヶ崎香取神社
- 香取神社 （千葉県柏市鷲野谷）
- 香取神社 （千葉県市川市香取）
- 香取神社 （千葉県流山市向小金）
- 香取神社 （千葉県流山市小屋）
- 香取神社 （千葉県白井市十余一）
- 香取神社 （千葉県白井市復）
- 香取神社 （千葉県松戸市中矢切）
- 香取神社 （千葉県松戸市中金杉）
- 香取神社 （千葉県我孫子市新木）
- 香取神社 （千葉県我孫子市緑）

#### 東京都
- 香取神社 （東京都江東区亀戸） - 亀戸香取神社
- 香取神社 （東京都北区赤羽西）
- 香取神社 （東京都葛飾区亀有） - 亀有香取神社
- 香取神社 （東京都葛飾区堀切）
- 香取神社 （東京都葛飾区東水元）
- 香取神社 （東京都江戸川区中央4-5） - 新小岩香取神社
- 香取神社 （東京都江戸川区中央4-25） - 東小松川香取神
- 上今井香取神社 （東京都江戸川区江戸川）
- 長島香取神社 （東京都江戸川区東葛西）
- 香取神社 （東京都墨田区文花）

### 中部地方
- 香取神社 （長野県安曇野市穂高有明）

### 日本国外
- 彩帆香取神社 （アメリカ合衆国北マリアナ諸島サイパン島）